# Revoluce 1848–1849 v Rakouském císařství

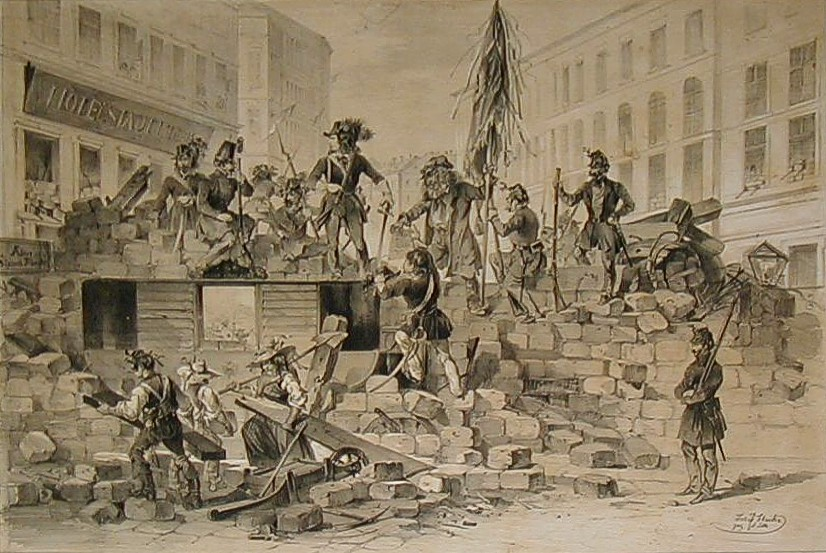
József Heicke: Vídeňské barikády

Revoluce 1848–1849 v Rakouském císařství pramenila jednak z nespokojenosti s feudalismem a Metternichovým absolutismem, nemalý podnět revolucím v Rakouském císařství ovšem představoval také počáteční úspěch zahraničních revolucí v roce 1848.

## Situace
Dlouhodobě neklidná byla situace v rakouské severní Itálii, kde musel být v únoru 1848 dokonce vyhlášen válečný stav, za počátek revoluce se ovšem považuje březnové povstání ve Vídni a Uhrách, jež donutilo císaře Ferdinanda I. k vážným ústupkům: propustil Metternicha, zrušil cenzuru a slíbil vydat ústavu. Dubnová ústava ovšem nesplnila očekávání vídeňských liberálů, kteří v květnu 1848 znovu povstali, takže císař musel dokonce z Vídně prchnout do Innsbrucku. V červnu 1848 došlo k nepokojům také v Praze, tam však bylo povstání tvrdě potlačeno Windischgrätzovým vojskem.
Snaha rakouské vlády potlačit také revoluci v Uhrách vyvolala v říjnu třetí vídeňskou revoluci, tu však tentokrát porazilo vojsko generála Windischgrätze. Nový císař František Josef I. s pomocí vojska v březnu 1849 rozpustil říšský sněm v Kroměříži a vyhlásil oktrojovanou březnovou ústavu. Maďarská revoluce pak byla nakonec poražena s pomocí ruského vojska v srpnu 1849.
Roku 1851 císař ústavu odvolal, čímž začala téměř desetiletá éra neoabsolutismu, nicméně výdobytky revoluce v podobě zrušení poddanství a zřízení obecní samosprávy zůstaly zachovány.

## Předpoklady

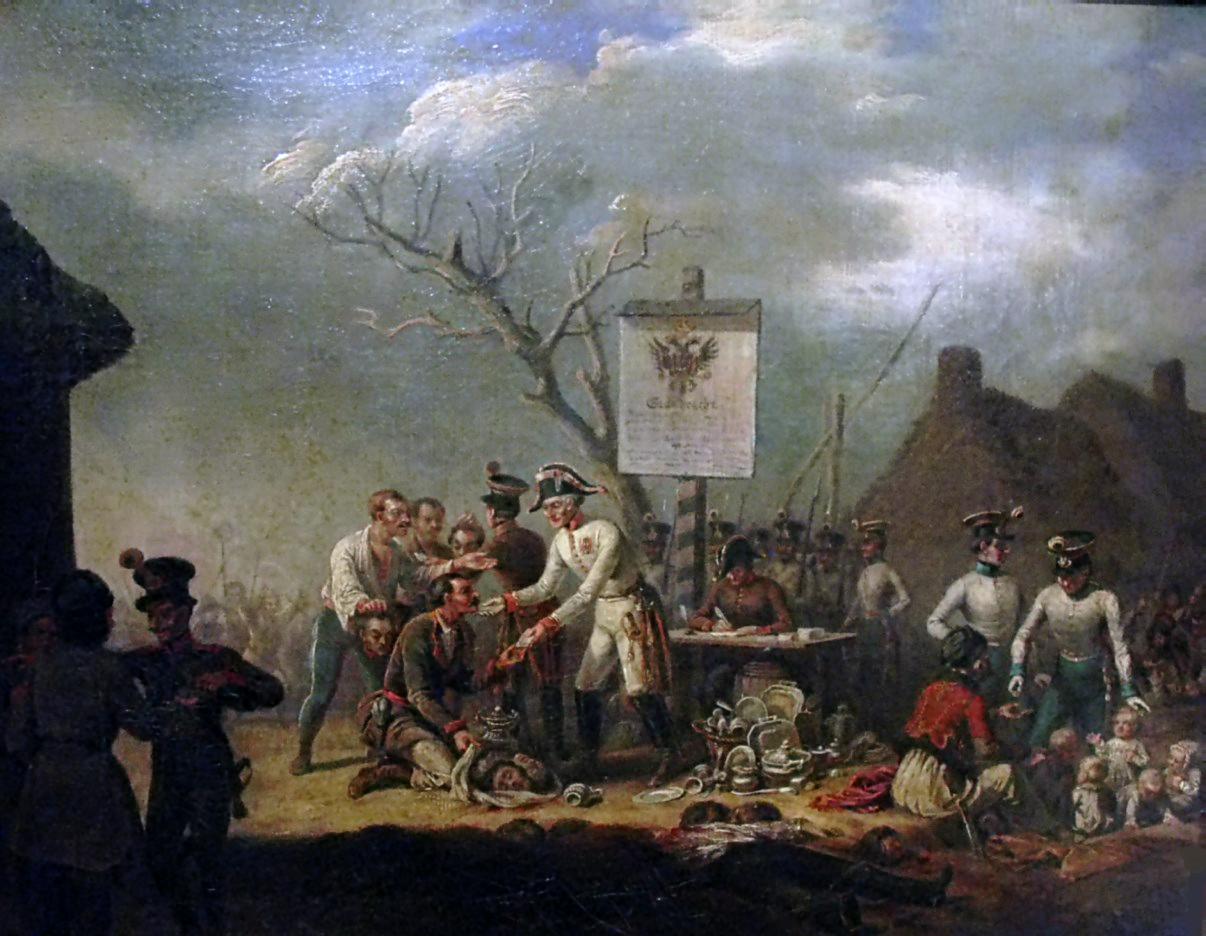
Obraz Jana Lewického zobrazující rolnické povstání v Haliči roku 1846

Metternichův absolutismus mimo jiné skrze činnost tajné policie přibrzdil v předbřeznové době společenský vývoj, nebyl schopen jej však zastavit zcela. Liberalizace hospodářství umožnila vzestup měšťanstva, jež se stalo hlavním nositelem liberalismu. Ve snaze posílit celistvost státu rakouští představitelé prosazovali germanizaci, ta se však nakonec ukázala být špatným prostředkem. U německého obyvatelstva totiž toto úsilí posilovalo příklon k velkoněmecké koncepci, tedy ideu sjednocení všech Němců v jednom státě, což by však znamenalo rozbití Rakouského císařství. Navíc u neněmeckého obyvatelstva vyvolalo poněmčování protireakci a radikalizovalo nacionální hnutí.
Další pramen nespokojenosti představoval feudální systém. Napětí mezi poddanými a vrchností se navíc v polovině století kvůli neúrodě a hladomoru zvýšilo a roku 1846 dokonce vypuklo rolnické povstání v Haliči. Ve snaze předejít dalším nepokojům sice bylo umožněno, aby se vrchnost s poddanými domluvila na výkupu z roboty, toto opatření se však dotklo jen některých oblastí.
Revoluce v Rakouském císařství se navíc odehrály v kontextu dalších evropských revolucí v letech 1848–1849. Liberalismus se rozvíjel například také ve Francii, v Británii (chartistické hnutí), německých zemích (zejména v jižním Německu a Sasku), ale také například ve Švýcarsku, kde se roku 1847 rozpoutala občanská válka mezi liberálními protestantskými kantony a konzervativními katolickými kantony. Vítězství švýcarských liberálů toto hnutí posílilo i v ostatních evropských zemích, včetně liberálního hnutí v Rakouském císařství. Ještě silnějším impulsem pak byl úspěch revoluce ve Francii v únoru 1848 a propuknutí revoluce v německých zemích brzy na to.
Nervózní byla také situace v Lombardii, jejíž požadavky na větší autonomii zůstaly nenaplněny. Aktivita italských karbonářů usilujících o sjednocení Itálie, italské obyvatelstvo stále více ignorovalo rakouskou státní správu, až nakonec v únoru 1848 maršál Radecký vyhlásil v neklidné Lombardii válečný stav.

## Březnové revoluce a dubnový vývoj

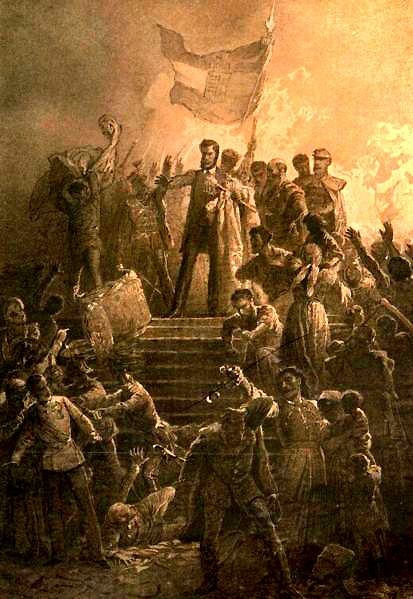
Sándor Petőfi recituje Nemzeti dal („Národní píseň“) 15. března 1848 při vystoupení lidu v Pešti

### Vypuknutí revoluce
Revoluce v Rakouském císařství začala jako liberální petiční hnutí, jehož vídeňští vůdci byli Eduard von Bauernfeld a Alexander Bach. 9. března 1848 předali liberálové svou petici dolnorakouskému zemskému sněmu. Podobně se v Praze chopil iniciativy spolek českých a německých radikálních demokratů Český repeal, jež na 11. březen svolal do Svatováclavských lázní shromáždění, které přijalo návrhy na zřízení obecní samosprávy a zrušení cenzury a ustavilo Svatováclavský výbor.
Když 13. března 1848 dolnorakouská sněmovna projednávala předložené petice, shromáždil se před její budovou dav. Zásah vojska proti němu a dvě vypálené salvy si vyžádaly nejméně 36 potvrzených obětí a desítky zraněných, což vyvolalo propuknutí revoluce. Mezi prvními zahynul sedmnáctiletý rakousko-židovský student Karl Heinrich Spitzer, kterému kulka roztříštila lebku, jehož tragický osud pomohl k rozšíření zprávy o revolučním dění. Povstalci následně začali ve Vídni stavět barikády. Císař Ferdinand I. Metternicha okamžitě propustil, zrušil cenzuru a přislíbil vydání ústavy.
Tyto ústupky sice vídeňské povstalce uklidnily, zároveň však také povzbudily uherskou opozici, kterou vedl Lajos Kossuth a která rovněž zaslala své autonomistické požadavky do Vídně. 11. dubna schválil císař uherské požadavky: Uhry se staly dědičnou konstituční monarchií, získaly větší autonomii, moc uherského krále byla omezena a feudalismus byl zrušen úplně. Již předtím zrušil císař 28. března (avšak s platností od 31. března 1849) v celém císařství robotu za výkup, čímž si získal na svou stranu široké vrstvy rolníků.
Své požadavky císaři zaslal také Svatováclavský výbor, jež ve své petici kladl důraz na rovnoprávnost obou zemských jazyků a na respektování státního práva Koruny české, nezkušení čeští delegáti však 22. března ve Vídni téměř ničeho nedosáhli. Svatováclavský výbor proto vzápětí vypracoval druhou petici, v níž odmítl Obnovené zřízení zemské a za většinovou národnost v českých zemích označil Čechy. Císař 8. dubna vydal kabinetní list, v němž stanovil zásady voleb do českého zemského sněmu a schválil jazykovou rovnoprávnost češtiny a němčiny. Císařovo rozhodnutí sice Čechy uspokojilo, zároveň však znepokojilo české Němce, kteří se začali přiklánět k velkoněmecké myšlence a přestávali podporovat české liberály.
Koncem března se naplno rozhořelo povstání v Lombardii. 22. března lidové povstání vyhnalo Rakušany z Milána a o den později z Benátek. Italské revolucionáře podpořilo také Sardinské království, jež vyhlásilo 26. března Rakouskému císařství válku. Rakouské vojsko pod vedením maršála Radeckého získala převahu až po bitvě u Custozzy 25. července, kdy porazilo sardinské oddíly.

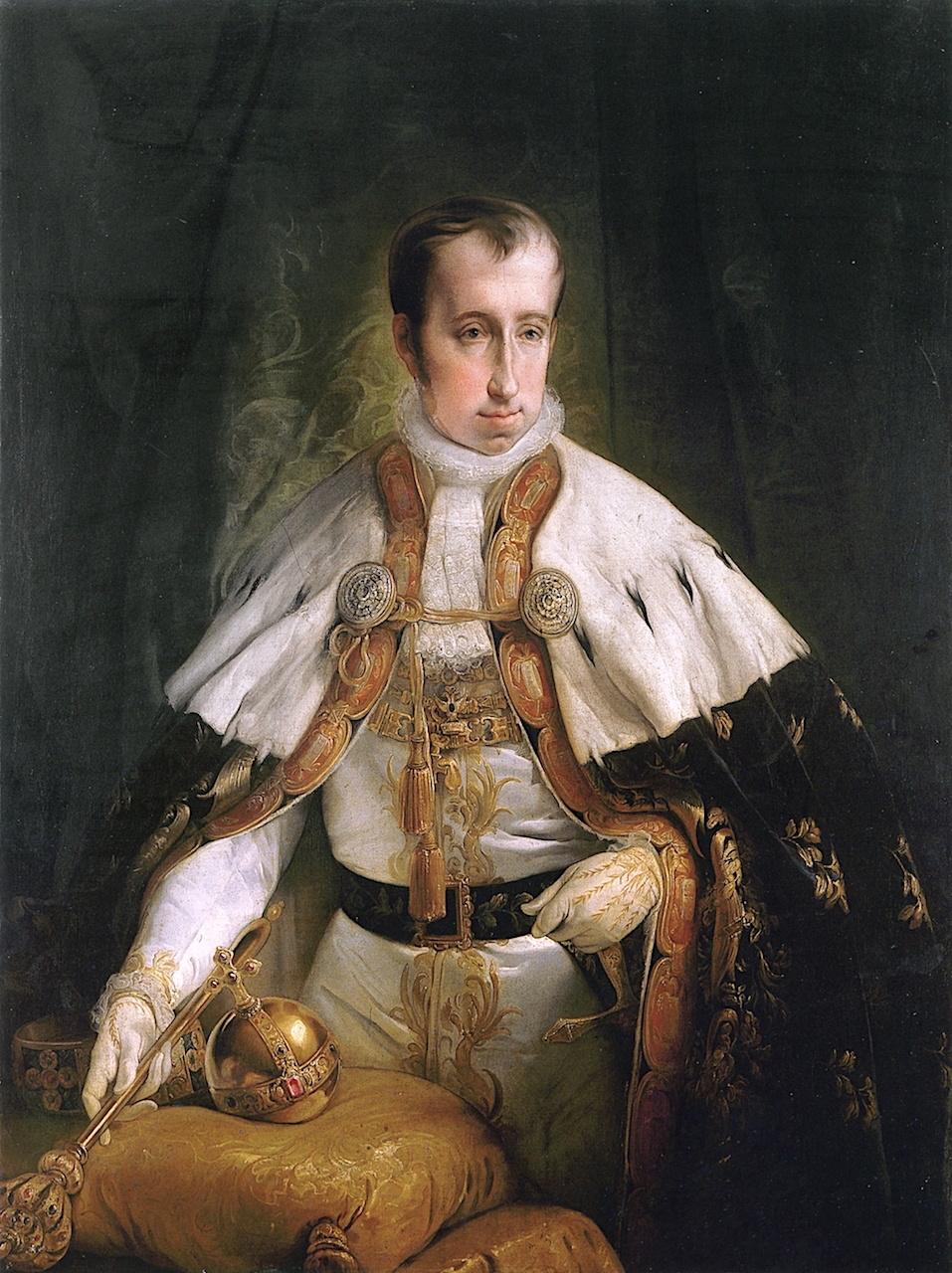
Císař Ferdinand I.

### Dočasné uklidnění
Splněním velké části revolučních požadavků se situace značně uklidnila. Svatováclavský výbor se přejmenoval na Národní výbor a do jeho čela se dostali čeští liberálové (František Palacký, František Ladislav Rieger, Karel Havlíček Borovský, František August Brauner), kteří zatlačovali do pozadí radikálnější demokraty. Pozici Národního výboru navíc oslabovala skutečnost, že na Moravě a ve Slezsku neměl téměř žádný vliv.
Souběžně s revolucí v Rakouském císařství probíhala revoluce v Německu, kde byl ustaven frankfurtský přípravný sněm, v jehož výboru byli zastoupeni také Rakušané. Palacký, jenž byl do výboru pozván také, si však uvědomoval, že frankfurtský sněm prosazuje velkoněmeckou myšlenku, jež by mohla znamenat oslabení českého národního hnutí, a účast na frankfurtském výboru proto odmítl. Palackého stanovisko pak přijal celý Národní výbor, což však znamenalo další rozpory mezi Čechy a českými Němci. Čeští Němci založili vlastní spolek Constitutioneller Verein, Češi zase v reakci na to Slovanskou lípu. Rakouská vláda frankfurtský sněm podpořila a podnikla kroky k uspořádání voleb do něj. Zde však moravský zemský sněm podpořil české stanovisko a upozornil na to, že představa, že by se rakouský císař stal také císařem německým, je velmi naivní. Rovněž poukázal na malou konkurenceschopnost rakouské ekonomiky v případě vytvoření celní unie s Německem.

## Říšský sněm a úspěchy reakce

### Květnová revoluce, svatodušní bouře a říšský sněm
Slib vydat ústavu císař splnil 25. dubna, liberály však tato tzv. Dubnová ústava natolik zklamala, že 15. května znovu začali demonstrovat. Ferdinand V. se nového vzestupu revoluce zalekl natolik, že ústavu prohlásil jen za „podkladový materiál“ pro jednání budoucího říšského sněmu a 17. května uprchl z Vídně do Innsbrucku. Císařův útěk však revoluční hnutí rozdělil. Zatímco radikálové jej slavili jako úspěch, liberálové usilující o konstituční monarchii se obávali chaosu.
Čeští liberálové se mezitím připravovali na volby do českého zemského sněmu. Zároveň však rostly rozpory mezi zastánci austroslavismu (František Palacký, Pavel Josef Šafařík) a panslavismu (Ľudovít Štúr a radikální demokraté). Kvůli těmto rozporům nedospěl Slovanský sjezd, konaný 2. až 12. června na Žofínském ostrově, k žádným zásadním výsledkům.
Od konce května však v Praze pobýval Alfred Windischgrätz, jenž plánoval vojenské potlačení revoluce. Rozmístil po Praze vojenské hlídky, což však veřejnost i revoluční vůdce poplašilo, a Michail Bakunin, pobývající v té době v Praze, a Josef Václav Frič dokonce začali připravovat povstání. 12. června se na pražském Koňském trhu (dnešním Václavském náměstí) konala slavnostní svatodušní mše, shromážděný dav se však po jejím skončení nerozešel, nýbrž se vydal do Celetné ulice, kde byl tvrdě napaden vojskem. Lidé v ulicích začali stavět barikády, avšak bez promyšlenějšího strategického plánu, takže vojsko ještě do večera téhož dne ovládlo strategické objekty. Po bombardování pravobřežní Prahy se nakonec Pražané 17. června Windischgrätzovi vzdali. Zemský prezident Leopold Lev z Thun-Hohensteina rozpustil Národní výbor a ministerský předseda Franz von Pillersdorf zakázal svolat český zemský sněm. Prahu postihla vlna zatýkání i omezení svobody tisku a shromažďování.
I přes nepokoje ve Vídni a v Praze se na přelomu června a července uskutečnily volby do ústavodárného sněmu, v nichž získali převahu liberálové a konzervativci. Jednání vídeňského parlamentu bylo slavnostně zahájeno 22. července. Parlament stačil jednat především o dřívějším zrušení poddanství než v březnu 1849 – poddanství bylo nakonec zrušeno 7. září 1848. Další otázku představoval vztah říšského sněmu k císaři; poslanci nakonec rozhodli, že k platnosti zákona je potřeba schválení panovníka.

### Říjnové povstání a rozpuštění parlamentu

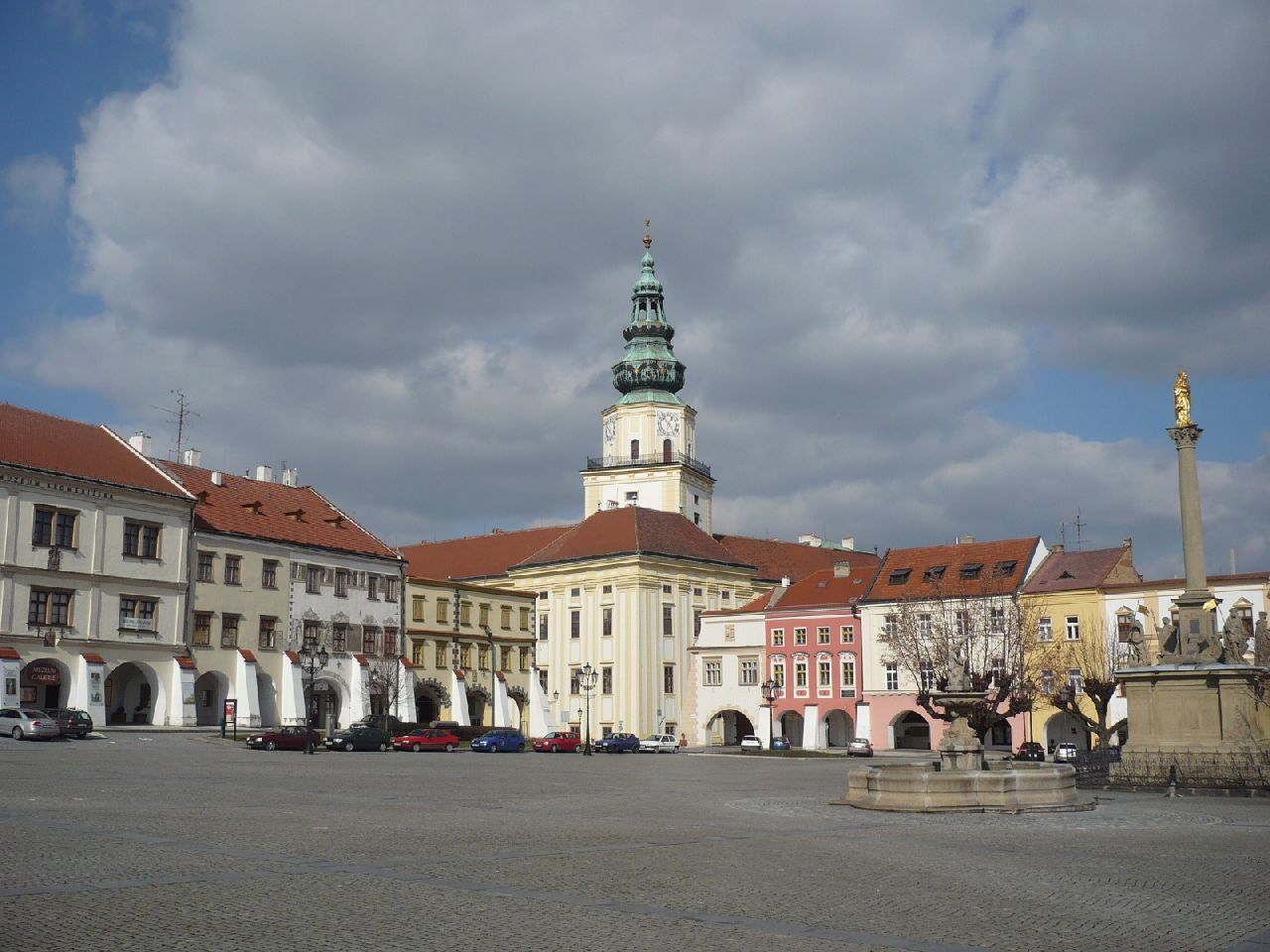
Přesun říšského sněmu do Kroměříže znamenal jeho izolaci od centra revolučního dění

Uklidnění situace ve Vídni nakonec vedlo Ferdinanda I. k návratu do hlavního města a amnestování pražských povstalců. Maršál Radecký také získal převahu v severní Itálii. Rakouská vláda se v tomto okamžiku cítila dostatečně silná na to, aby obnovila svou pozici v Uhrách, a podpořila chorvatského bána Josipa Jelačiće ve vojenském tažení proti maďarské revoluci. Jelačićova armáda však byla zastavena, a tak se rakouská vláda rozhodla 3. října rozpustit uherský sněm a podpořit Jelačiće rakouským vojskem. Toto rozhodnutí však vyvolalo prudkou reakci vídeňských demokratů, kteří dokonce lynčovali rakouského ministra války Theodora Latoura a donutili císaře znovu uprchnout, tentokrát do Olomouce. Spolu s císařem odešla také část vlády a poslanců. 16. října získal Windischgrätz velení nad veškerým vojskem (kromě jednotek v Itálii) a 22. října byl ústavní sněm přesunut z Vídně do Kroměříže.
Windischgrätz se s vojskem přesunul 31. října k Vídni a podobně jako Prahu ji dalšího dne přinutil dělostřeleckým bombardováním ke kapitulaci. Ve městě bylo nastoleno stanné právo a mnozí povstalci byli uvězněni či dokonce popraveni. Windischgrätz po pacifikaci hlavního města pokračoval tažením do Uher, kde obsadil Budapešť.
Říšský sněm v Kroměříži dále pokračoval ve svém vleklém jednání o ústavě, po porážce revoluce v Praze a Vídni však sněm ztratil reálnou moc. Nová vláda Felixe Schwarzenberga sice slíbila vládnout konstitučně, nehodlala však přijmout ústavu říšského sněmu, nýbrž bez vědomí parlamentu vypracovala svou vlastní ústavu. Navíc 2. prosince Ferdinanda I. vystřídal jeho synovec František Josef I. Ten nakonec vydal 7. března 1849 manifest o rozpuštění říšského sněmu, Kroměříž byla obsazena vojskem a císař vydal oktrojovanou březnovou ústavu. Ta platila pro celou monarchii, vytvořila jednotný celní systém, zaručovala národní rovnoprávnost, občanskou rovnost a suverenitu panovníka. Zároveň zakotvovala instituci dvoukomorového říšského sněmu. Jednalo se však jen o taktický manévr, neboť 31. prosince 1851 byla ústava Silvestrovskými patenty zrušena.

## Porážka maďarské revoluce a dozvuky revoluce

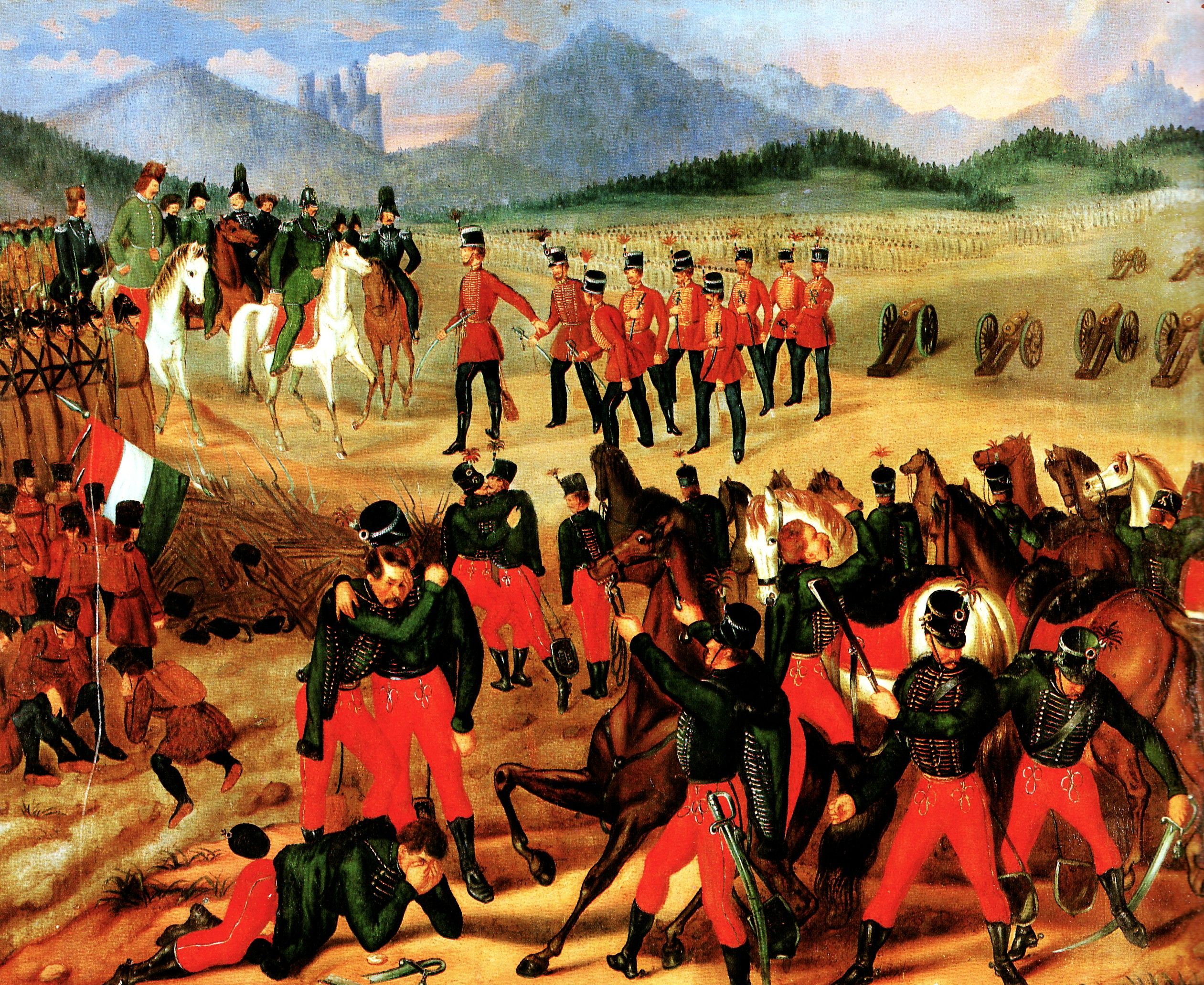
Kapitulace Maďarů po porážce u Világose

Rakouská vláda záhy začala přijímat opatření, jež omezovala svobodu slova a činnost politických spolků. V dubnu 1849 sice Windischgätz v Uhrách zaznamenal neúspěchy a 14. dubna Kossuth dokonce vyhlásil republiku, avšak František Josef I. se rozhodl požádat o pomoc cara Mikuláše I., díky níž se podařilo maďarské revoluční síly 13. srpna u Világoše porazit.
Dozvukem revoluce v českých zemích bylo májové spiknutí, které připravoval Bakunin s Fričem. Po jeho vyzrazení však Prahu obsadila 9. května 1849 armáda, byl vyhlášen výjimečný stav a začala vlna zatýkání, jež ochromila radikálně-demokratické hnutí v Čechách. Výjimečný stav pak v Praze a několika dalších městech trval až do 1. září 1853 a povstalci byli amnestováni až roku 1857.
Ačkoli byla revoluce v Rakouském císařství poražena, oktrojovaná březnová ústava nakonec zrušena a byl nastolen Bachův neoabsolutismus, přinesla některé významné změny. Především byl zrušen feudalismus a zřízena obecní samospráva, revoluce však znamenala také průlom v absolutistickém chápání vlády a alternativu k této formě správy státu.